# 鲁道夫·埃尔南德斯·苏亚雷斯
鲁道夫·埃尔南德斯·苏亚雷斯（西班牙語：Rodolfo Hernández Suárez，1945年3月26日—2024年9月2日）是哥伦比亚政治家、土木工程师和商人。2016年起他担任布卡拉曼加市长至其2019年辞职。他在2022年哥伦比亚总统选举第一轮中名列第二，6月19日与古斯塔沃·佩特罗竞争的第二轮决选中落败。他是Constructora HG公司的所有者。

## 传记
埃尔南德斯1945年出生于桑坦德省彼德奎斯塔，在附近的布卡拉曼加长大。
在进入政界之前，他于1971年从哥伦比亚国立大学毕业后成为一名土木工程师，在整个20世纪90年代作为一名企业家通过其创办的公司HG Constructora投身于建筑行业，主要专注于布卡拉曼加及其周边地区的经济适用房，获得了超过1亿美元的收入。

## 政治立场
埃尔南德斯并没有声称自己是右翼或左翼，NACLA将其政治立场描述为务实的中间派，路透社将其描述为中间偏右，纽约时报将其描述为右翼，而其他分析师亦努力给他贴上标签。萨维里亚宗座大学的政治分析师帕特里夏·穆尼奥斯认为埃尔南德斯的政治立场是融合的，她说：“如果你不得不把他放在意识形态的范围内，大多数人会说他是中右翼或右翼，但当你看他的提议时，它们是折衷的。”他被描述为民粹主义者，并与唐纳德·特朗普和西尔维奥·贝卢斯科尼相提并论，因为他强调自己是一位成功的商人，能够改变哥伦比亚的形象，并且经常使用下流的语言反对哥伦比亚的政治体制。
埃尔南德斯宣布，他支持同性婚姻、同性伴侣收养子女、医疗和娱乐大麻合法化、安乐死和协助自杀。关于堕胎，他保证，在他的最终政府中，堕胎权将得到完全尊重，并申明“是否堕胎是妇女的决定”。他还支持将增值税从19%降至10%；所有老年公民的基本收入，无论其过去是否缴款，以及可能接近或低于贫困线的老年人。他还支持逐步注销底层贫困学生的债务，同时也包括积极的学生和成绩最好的学生。他承诺增加这些地区接受高等教育的机会；支持全民医保；对吸毒成瘾从惩罚态度转变为康复态度；向奥运选手和世界纪录保持者发放哥伦比亚国家养老金；将成功运动员的社会报酬提高到每天10万比索；公共服务部门和总统内阁中女性的配额为50%；为维护和照料森林地区的人支付的福利金；以及限制水力压裂，除非其符合环境条件。关于哥伦比亚和平进程，他表示将全面执行哥伦比亚革命武装力量的和平协议，并表示愿意在哥伦比亚革命武装力量的和平协议中增加一份增编，将民族解放军包括在内。他表示，他赞成恢复与委内瑞拉的领事关系，以解决边境暴力问题；“领事关系对于商业和旅游业的良好流通是必要的，而且边境也是哥伦比亚最能感受到的暴力事件增多的地方。”